# Laons
Laons és un municipi francès, situat al departament de l'Eure i Loir i a la regió de Centre – Vall del Loira. L'any 2017 tenia 682 habitants.

## Demografia
El 2007 la població era de 719 persones. Hi havia 274 famílies. Hi havia 319 habitatges, 276 habitatges principals, 30 segones residències i 12 estaven desocupats.

## Economia
El 2007 la població en edat de treballar era de 465 persones de les quals 360 eren actives. Hi havia 18 establiments: 3 empreses extractives, una empresa alimentària, 4 empreses de construcció, 6 empreses de comerç i reparació d'automòbils, una empresa de transport, una empresa d'hostatgeria i restauració, una entitat de l'administració pública i una empresa classificada com a «altres activitats de serveis». Hi ha una escola elemental.
L'any 2000 hi havia dotze explotacions agrícoles.